# Спешин
Спешин (пол. Spieszyn) — село в Польщі, у гміні Бранськ Більського повіту Підляського воєводства.
Населення — 108 осіб (2011).
У 1975-1998 роках село належало до Білостоцького воєводства.

## Демографія
Демографічна структура станом на 31 березня 2011 року:
|          | Загалом | Допрацездатний вік | Працездатний вік | Постпрацездатний вік |
| -------- | ------- | ------------------ | ---------------- | -------------------- |
| Чоловіки | 53      | 10                 | 34               | 9                    |
| Жінки    | 55      | 11                 | 25               | 19                   |
| Разом    | 108     | 21                 | 59               | 28                   |